# Anna Thibaud
Pour les articles homonymes, voir Thibaud.
Anna Thibaud (ou Anna Thibaut), de son vrai nom Marie-Louise Thibaudot, est une chanteuse française, née à Saint-Aubin (Jura) le 14 décembre 1861 et morte dans le 17e arrondissement de Paris le 18 avril 1948.

## Biographie

### Naissance
Une confusion existait concernant sa date de naissance.
François Thibaudot, cordonnier, se marie avec Joséphine Breton le 06 novembre 1850 à Saint-Aubin (Jura). De cette union nait une première Marie-Louise Thibaudot le 14 décembre 1861. Joséphine Breton meurt le 12 août 1865 à Saint-Aubin. Veuf, François se remarie alors avec Anne Renaud le 7 novembre 1866 dans cette même commune. Nait alors de ce mariage une seconde Marie-Louise Thibaudot le 30 juillet 1867 : cette dernière se mariera le 03 septembre 1887 à la mairie du 7e arrondissement de Paris avec un représentant de commerce nommé Henri Charles Ferdinand Alan, fils de Jean Louis Félix dit Auguste Alan, ingénieur, et de Fany Eternod. Ce couple s'installera ensuite à Mériel (Val-d'Oise) : on les retrouve dans le recensement de la population de cette commune en 1906 où l'épouse, prénommée "Anne-Marie", est indiquée comme étant sans profession. Il s'agit donc de la demi-sœur d'Anna Thibaud car la carrière artistique de cette dernière commence dès 1886.
Sa date de naissance réelle est donc bien le 14 décembre 1861. Cette date est confirmée sur son acte de décès à Paris en 1948 ainsi que dans son dossier de Chevalier de la Légion d'Honneur en 1936 où même son baptême, le 25 décembre suivant, est précisé. Enfin, dans ce même document, une lettre manuscrite d'Anna confirme qu'elle ne s'est jamais mariée.

### Carrière
Anna Thibaud commence sa carrière en 1886 en jouant des « petites femmes» d'opérette à Metz, puis aux Bouffes-Parisiens, à l'Eden-Concert  et comme « diseuse » au Concert parisien. Spécialisée dans le répertoire grivois, comme Yvette Guilbert, elle chante aussi des romances. Mistinguett, la future star des music-halls, rendit un jour visite à Anna Thibaud pour lui demander conseil. Thibaud lui dit : "Pour réussir au théâtre... vous devez être jolie. Vous devez exciter les hommes." Mistinguett lui demanda des éclaircissements à savoir si elle voulait dire "exciter la foule". Thibaud corrigea : "Non, les hommes !".
En 1890, elle est la créatrice féminine de la chanson Quand les lilas refleuriront – « Au vent les capuchons de laine, Robes rouges nous remettrons (…) Allez dire à l‘amour qu'il vienne » – de Georges Auriol et Désiré Dihau (Émile Mercadier en fut le créateur masculin la même année). Symbole de la chanson à voix de la Belle Époque, Quand les lilas refleuriront fait partie du patrimoine chansonnier ; elle a été reprise sans arrêt depuis sa création, et a été successivement enregistrée par Aimé Doniat (1957), Fred Gouin Tino Rossi (1950), orchestre sous la direction de Raymond Legrand, Marcel Véran, Jack Lantier (1976), Guy Béart (1982), Marthe Mercadier (?). La version d'Anna Thibaud, numérisée, est présente dans la compilation EPM (2000) 'Anthologie De La Chanson Française enregistrée 1900-1920 (Romances Et Mélodies).
Elle connait un très grand succès jusqu'en 1914. Pendant la Première Guerre mondiale, elle participe à la distribution de soupes populaires et chante dans les hôpitaux de Paris et des environs pendant l'intervalle des représentations qu'elle fait aux Armées. Elle s'occupe également des enfants et des maternités des 4e et 17e arrondissements, ceci même après la guerre.
Puis elle continue à chanter dans les pays occupés (Sarre et Rhénanie), aux Invalides et au Val-de-Grâce pour les incurables, sous la présidence du général Mariaud. Elle est également professeur à la chanson française pendant 25 ans à la fondation Chebroux (mairie du 4e).
Elle a chanté dans toutes les sociétés de bienfaisance et de mutualité sans distinction d'opinion.
Elle a été membre du Comité d'Action de l'Orphelinat des Arts, membre honoraire de la Société des Artistes Lyriques, membre adhérent de l'Union des Arts, membre de l'Oeuvre des Trente ans de Théâtre, sociétaire de la Chanson de Paris, membre d'honneur des Hospitaliers et Sauveteurs de France et membre de l'Oeuvre des Colonies Scolaires.
Elle reçut en 1906 la Médaille d'Argent de la Mutualité, en 1907 la Médaille d'Honneur de l'Encouragement au Bien, en 1919 le Diplôme de la Ligue Française (17e arrondissement), en 1920 la Médaille de vermeil de l'Encouragement au Progrès et la Médaille d'Honneur de l'Encouragement au Dévouement.
En mai 1932, décrivant une soirée de la célèbre goguette de la Lice chansonnière, Charles de Bussy écrit :
Auréolée de gloire, la belle artiste Anna Thibaut, reine de la chanson, heureuse d'être venue ici ce soir, en interprétant de sa voix tendre et spirituelle l'Étoile d'amour, Ce qu'une femme n'oublie pas, et les Cinq heures du matin de Desaugiers offre aux néophytes, avec la plus exquise modestie, l'exemple salutaire du grand art.
Anna Thibaut est encore au programme du Palace au début des années 1930, à plus de 70 ans, avec Esther Lekain, Mansuelle…
Sa carrière artistique aura duré 55 ans.

### Distinctions
- Officier de l'Instruction Publique en 1907
- Officier du Nichan Iftikhar en 1926
- Chevalier de la Légion d'Honneur[11] pour services rendus à la nation en 1936

## Répertoire

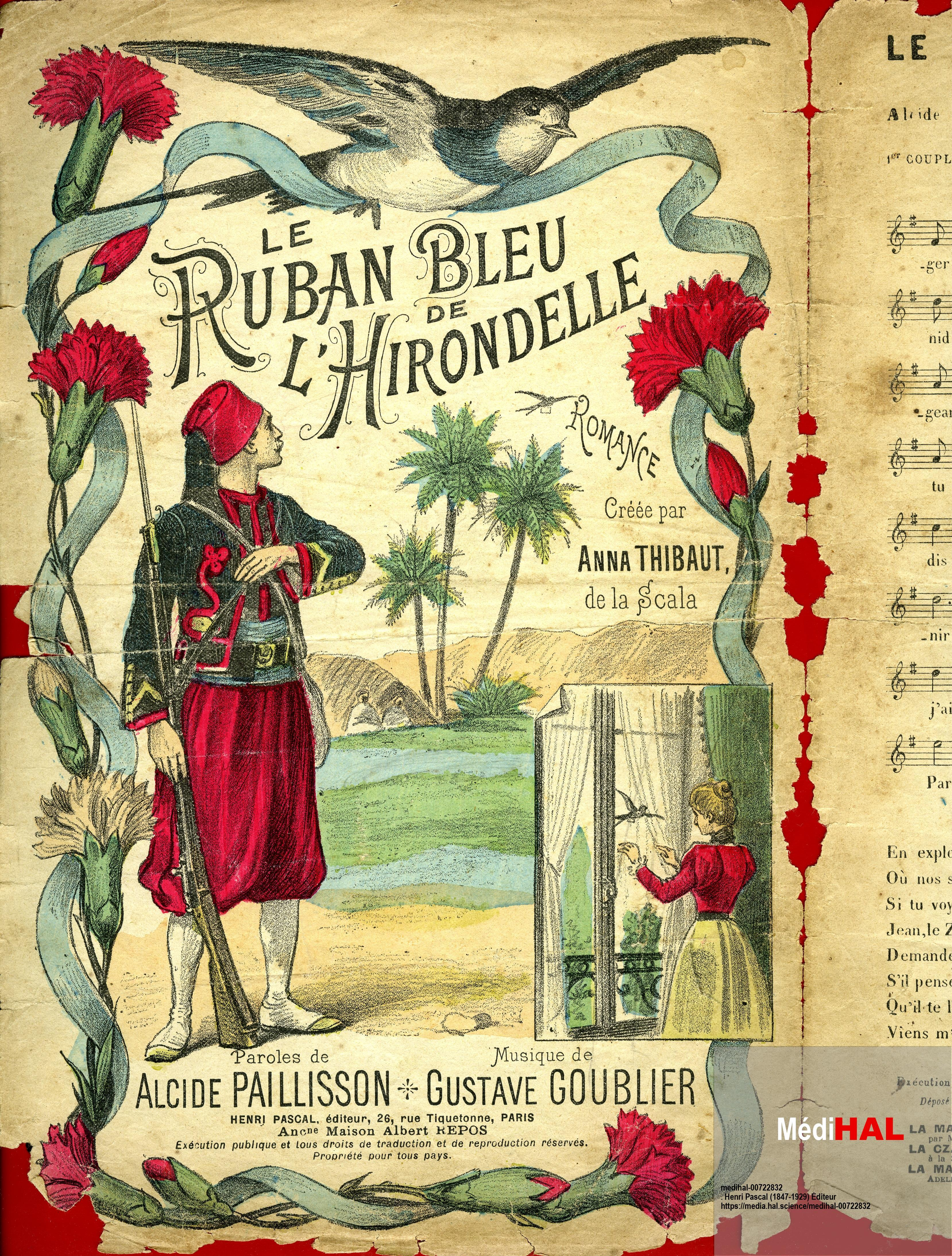
Le ruban bleu de l'hirondelle.

- Bonjour, toi ! (non daté), « chanson créée par Félix Mayol à la Scala, Esther Lekain, Anna Thibaud, répertoire Mayol », paroles de E. Christien[24], musique de Henri Christiné, éd. Christiné (C467) ;

Illustration de H. Viollet ; incipit : « Quand il la rencontra, elle avait dis-huit ans et tout le charme exquis d’un beau jour de printemps. »
- C’est toi ! bonjour (1909), « chansonnette créée par Anna Thibaud à la Scala, répertoire Mayol », paroles de Roland Gaël, musique de Léon Dequin, éd. Charles Mayol (CM68)[25] ;

Illustration Serge ; photo Mayol Wallery ; incipit : « C’était une charmant’ midinette ; un jeune homme lui contait fleurette. »
- D'Elle à lui. Ce qu'une femme n'oublie pas, « chansonnette créée par Anna Thibaud », paroles et musique de Paul Marinier, Paris qui chante no 5 (1re année), 22 février 1903, pp. 2-3

Incipit : « Tu m'écris Léon qu'il faut que j‘ t'oublie parc‘ que dans quéqu‘s jours tu vas te marier ». »
- J‘ dis pas ça pour toi (Lettre d'une femme mariée à son amant) (1906)[27], « chanson créée par Anna Thibaud à  la Scala et par Marie Stelly à la Pie qui chante », paroles de Valentin Tarault et Henri Bataille, musique de Félicien Vargues, éd. G. Ondet (GO4279)[28]

Illustration de Stabi ; incipit : « Mon cher, nous v‘là pris ! fallait qu‘ ça arrive : depuis ce matin mon mari sait tout !… »
- On ne sait pas aimer longtemps (sans date)[29], « chanson créée par Anna Thibaud[30] à la Scala et par Mansuède aux Ambassadeurs », paroles de Delphi Fabrice, musique de Henri Goublier, éd. Albert Repos (GO4279)[28]

Illustration de Punch ; incipit : « Te souviens-tu du gai printemps, où ton cœur me berça longtemps. »
- Sérénade d'elle à lui (sans date), « chanson créée par Anna Thibaud à  l'Alcazar d'été, chantée par Mme Grillon à Parisiana et H. (?) Giéter », paroles de A. Siégel, musique de Félicien Vargues, éd. Félicien Vargues (Villemomble) (sans cotage)

Illustration de René ; incipit : « A ta porte, par ce vilain froid, dans la nuit je pose, mon Cher ouvre-moi ! »
- Si les hommes savaient... (1894)[27], « chanson créée par Anna Thibaud à  la Scala », paroles de Savoisy Héros, musique de Gaston Maquis, éd. Le Clavecin E. Meuriot (EM1200)[31]

Illustration de H. Gray ; incipit : « C'est ce matin qu'il est parti, cognant la porte et me disant tout est fini. »

## Sources historiques
- Paris qui chante, no 187 (4e année), 19 août 1906, numéro spécial Anna Thibaud.

## Iconographie
- E. Clouet, lithographie de G. Bataille, Silos (ville de Chaumont)
- Auguste François-Marie Gorguet (1890), lithographie de A. Gallice Gallica
- Charles Levy, illustrateur-lithographe (1888), Anna Thibaut tous les soirs à l'Alcazar d'été sur Gallica